# 千葉県立千葉中学校・高等学校
千葉県立千葉中学校・千葉高等学校（ちばけんりつ ちばちゅうがっこう・ちばこうとうがっこう）は、千葉県千葉市中央区葛城に所在し、中高一貫教育を提供する県立中学校・高等学校。
通称「県立千葉」「県千葉」「千葉高」「千葉中」など。
高校においては生徒会組織を持たない一方、中学校には生徒会がある。　

## 概観
前身である千葉県立千葉高等学校は、1878年（明治11年）8月に千葉縣師範學校（現：千葉大学教育学部の前身）構内（前：NHK千葉支局敷地）に千葉中學校と称して創立。
旧制中学以来の、自分から物事に自主的に取り組む気風がある。1969年には、千葉高生1名を含む4名の高校生が千葉高図書館に立て篭り、県警機動隊が投入される事件が発生した。生徒会は立てこもりの生徒と討論会で解決しようとしたが、そういった学校内部の努力にかかわらず、県教育委員会により県警機動隊が投入され、生徒会はその意義が問われることとなった。生徒により投票で生徒会は「解散」することとなり、現在に至るまで生徒会はない。
2008年に「千葉中学校」を併設（各学年の定員は80名）。中学校の併設について学校側は「進学実績を上げるためでなく、より自由で活発な環境を整えるため」としている。

## 教育方針
高校
受験にとらわれない「重厚な教養主義」・「真の学問の追求」
中学
「互いに高め合う、系統化された一貫教育で豊かな人間力を培う。伝統、実績、真の学びで揺るぎない学力を育む」

## 教育目標
高校
1. 民主的国家社会の有為な形成者として必要な資質を得るため，社会に対する広く深い理解と健全な批判力及び一般的教養を養成する。
2. 自主的精神に富み，かつ自他の敬愛と協力によって，文化の創造と発展に貢献する円満にして豊かな個性を確立する。
3. 平和と人類の福祉に寄与し，真理と正義を愛して勤労と責任を重んずる実践力並びに健康な身体を育成する。

中学
高い知性:
知的欲求に働きかけて不断に学び続ける自主性を伸ばし、揺るぎない学力を基礎とした幅広く深い教養を育成する。
豊かな人間性:
多くの人びととふれ合い協同して互いに高め合う中で、他人のいたみのわかる、うるおいに満ちた人間性を育成する。
高い志:
わが国の伝統や文化に対する深い理解と実社会への共感をもとに社会貢献の志を育み、自己を確立する基盤を育成する。

## 沿革
（沿革節の主要な出典は公式サイト）
- 1878年（明治11年）8月 - 千葉縣師範學校構内（前：NHK千葉支局敷地）に千葉中學校と称して創立。修業年限3ヶ年。
- 1886年
  - 8月 - 千葉縣師範學校女子部の校舎（現：教育会館敷地）に移転する。
  - 10月 - 第1次中学校令（明治19年勅令第15号）により、千葉縣尋常中學校と改称、修業年限を5ヶ年とする。
- 1899年4月 - 千葉縣千葉中學校と改称、同年7月現在地に校舎を新築移転。同年11月1日新築落成式を挙行（創立記念日の由来）。
- 1900年2月 - 木更津分校（現：千葉県立木更津高等学校）を設置。
- 1901年
  - ?月 - 松戸分校を設置。現在は千葉大学園芸学部敷地となっている。
  - 5月 - 千葉縣立千葉中學校と改称。
- 1906年3月31日 - 松戸分校を廃止[10]。
- 1944年（昭和19年）4月 - 千葉市立商業學校夜間部を本校第二部（3年制、旧制中学校）として移管設置する。
- 1947年4月 - 新学制の実施に伴い、第4・第5学年生徒は千葉縣立千葉中學校の生徒、第2・第3学年生徒は千葉縣立千葉中學校併設中學校の生徒とし、第1学年の生徒募集を停止する。第二部は4年制の中学課程とする。
- 1948年4月 - 学校教育法による高等学校となり、千葉県立千葉高等学校となる。全日制修業年限3ヶ年生徒定員1,040名、定時制修業年限4ヶ年、生徒定員320名とする。
- 1949年4月 - 男女共学制を実施する。
- 1950年4月 - 千葉県立千葉第一高等学校と改称。
- 1961年4月 - 千葉県立千葉高等学校と改称[11]。
- 1969年10月6日 - 大学などの学生運動の影響を受けた生徒の一部が、教育長通達などに異議を唱えて校舎を占拠[12]。
- 1975年4月 - 新入学生から学校群制度を実施。千葉女子、千葉東、千葉南、千葉市立と第1学校群を組む。
- 1978年4月 - 単独選抜制に改められる。
- 2001年（平成13年）4月 - 千葉県内のほとんどの市町村に通学区域拡大。
- 2003年
  - 4月 - 特色ある入学者選抜（学校独自問題）を開始。
  - 10月 - 創立125周年記念事業 トレーニングルーム、校歌碑、記念館改修竣工。
- 2008年4月 - 千葉県立千葉中学校を併設。中高一貫校になる。
- 2014年3月 - 新運動場整備竣工。

## 教育課程
授業では教科書よりも教員作成の独自プリントを多用する傾向があり、中高の授業共に高度な内容となっている。
中学
- 教科「学びのリテラシー」

週1時間実施。自ら学んで発表し話し合うための力をつける。
- 総合的な学習の時間 (Ⅰ, Ⅱ)

通年でゼミを開講している。中1・中2は16人単位でゼミを行い、「千葉中アカデミア」で発表する。中3になると卒業論文を作成し、2月に発表会が開かれる。
また、「プロジェクト」では、千葉高OB・OGなどによる社会人講演会や、職場体験が行われている。
高校
実力テストが高1で1回、高2・高3で2回行われている。
- 総合的な学習の時間

2003年度より総合的な学習の時間を開始している。一人一人が自分でテーマを見つけ、2年間で個別に調査・研究をまとめる。3年9月最初の総合の時間に、4つの分野（人文科学・社会科学・自然科学・芸術）に分かれて発表会が行われ、最も優れた作品に「千葉高ノーベル賞」が与えられる。3年間の研究成果は冊子『千葉高校ノーベル賞論叢』にまとめられ、全校生徒に配付される。
また、インターンシップ、東京大学見学会、学部学科説明会なども行われている。

## 学校行事
高校
- 4月 - 入学式、校内実力テスト（高2、高3）、校外学習
- 5月 - 1学期中間考査、夏季球技大会
- 6月 -
- 7月 - 1学期期末考査
- 9月 - 総合学習発表会、文化祭
- 10月 - 秋季体育大会、地域懇談会、2学期中間考査
- 11月 - 創立記念日（1日）、修学旅行（高2）、合唱コンクール（高1）
- 12月 - 2学期期末考査
- 1月 - 学年末考査（高3）
- 2月 - 入学者選抜
- 3月 - 学年末考査（高1、高2）、卒業式、春季球技大会（高1、高2）

中学
- 4月 - 入学式、オリエンテーション合宿（中1）、校外学習（中2、中3）
- 5月 -
- 6月 -
- 7月 -
- 8月 - 夏季ボランティア、職場体験
- 9月 - 文化祭
- 10月 - 体育祭、伝統文化学習（中2）、国内語学研修（中3）
- 11月 - 合唱祭
- 12月 -
- 1月 -
- 2月 - 卒業論文発表会（中3）
- 3月 - 卒業式、総合学習発表会（中1、中2）、海外異文化学習（中3）、球技大会（中1、中2）

強歩大会
創立100周年（1978年）を記念して始められた行事。九十九里浜を歩く。当初は男子30km、女子20kmであったが、のちに男女共に直線距離で約17kmに改められた。
2011年度は、東北地方太平洋沖地震の津波の影響により、安全が最優先だとして、他所への遠足（高1はお台場、高2・3は上野・浅草）に変更された。
2012年度以降は津波への危惧から、開催場所が佐原（利根川沿い）に変更された。
2015年度からは強歩大会を取り止め、東京・神奈川方面への校外学習を実施している。
体育大会
年3回あり、1学期は5月に夏季球技大会、2学期は9月に秋季体育大会、3月に春季球技大会がある。
秋季体育大会は、2019年度までは中高別々に開催されていた（中学体育祭の名称は「飛龍祭」だった）が、2020年度より中高合同開催とし、2021年度からは近隣の青葉の森公園陸上競技場を貸し切っての開催となっている。
文化祭
通常9月開催であるが、2012年から2015年は夏季休業中の校舎耐震補強工事のため、6月開催であった。2016年度より9月開催に戻っている。
総合学習発表会
3年生のうち、ゼミ担当教員に推薦された者が発表を行う。各分野ごとの最優秀者には千葉高ノーベル賞が贈られる。

## 制服
男子は黒色の学生服、前を5個の校章入り金ボタンで留めるものとなっている。
男子の襟は中・高ともに詰襟とラウンドカラーが選択できる。女子は明るい紺色のブレザー、中高ともに校章バッジを装着し中学生は襟元にリボンを着用する。
男子の制服に校章バッジは付けない一方、左襟にローマ数字の学年章、右襟にはアルファベットまたは数字の組章の襟文字バッジを装着する。
襟文字の色は中学が黒色の七宝、高校は金色。
中学では以前まで県内外の公立中学校で一般的なプラスチック製の名札を胸元に付けていた。
高校には指定のジャージ（体操着）が設ていない。
かつては白の横一本線が入った学帽が制帽があり、製造業者の廃業まで設定されていた。

## 施設
普通校舎の他、講堂、図書館、美術館、食堂（中学校）、ビオトープなどの施設を有する。講堂は旧制中学時代の1927年（昭和2年）に落成、図書館は木造建築である。中学校専用の体育館・校舎は2010年度に新築された。2014年には新運動場が同窓会の寄付により竣工した。
- 千葉高校美術館（美術館登録）
絵画・書画・各種工芸作品などを所蔵
- ビオトープ（絶滅危惧種などの貴重な生物が生息）

## 部活動
2022年までは、中学校と高校で別々に部活動が組織されていたが、2023年度より、中高合同で部活動を実施している。
| 文化系部 - 文学部 - 地理部 - 郷土研究部 - 化学部 - 生物研究部 - 天文部 - 合唱部 - 美術部 - 書道部 - 工芸部 - 家庭部 - 放送部 - 園芸部 - 演劇部 - 華道部 - 茶道部 - 将棋部 - 写真部 - 囲碁部 - 鉄道研究部 - 漫画研究部 - オーケストラ部 - クラシックギター部 - フォークソング部 - コンピュータ研究部 - グローバルサイエンス部 (GSU) - クイズ研究部 | 運動系部 - 陸上競技部 - 水泳部 - バレーボール部（男・女） - バスケットボール部（男・女） - サッカー部（男・女） - 卓球部 - 野球部 - 全国高等学校野球選手権大会 - 出場6回（1931年、1932年、1935年、1936年、1950年、1953年） - ソフトテニス部 - 柔道部 - 剣道部 - 弓道部 - 山岳部 - ラグビー部 - 全国高等学校ラグビーフットボール大会 - 出場2回（1986年、1991年） - 硬式テニス部（男・女） - バドミントン部 - 空手拳法玄気道部 - ダンス部 同好会 - 競技かるた同好会 - 英語ディベート愛好会 (CHESS) |

なお、2022年までの時点では中学校に以下の部活動が存在していた。

文化部
- 社会科研究部
- 書道部
- 弦楽部
- 美術部
- 合唱部
- 科学部

運動部
- 陸上競技部
- 柔道部
- バレーボール部
- サッカー部
- 剣道部
- ソフトテニス部
- 卓球部

## アクセス
- JR本千葉駅徒歩10分
- 千葉都市モノレール県庁前駅徒歩9分
- 京成千葉線千葉中央駅徒歩15分
- 京成千原線千葉寺駅徒歩20分